# 我妻三輪子
我妻 三輪子（わがつま みわこ、1991年〈平成3年〉2月11日 - ）は、日本の女優、ファッションモデル、歌手、タレント、作詞家。浅井企画所属。

## 略歴
2002年、女子小中学生向けファッション雑誌『ニコラ』（新潮社）の第6回読者モデルオーディションでグランプリ受賞し、以後同誌の専属モデル（ニコモ）として主に活動する。2004年には虎南有香・丹羽未来帆・松本玲奈・岡本玲とアイドルユニット「ニコモノ」として、CDデビューを果たしたほか、2005年から2007年1月までアイドルグループ「9nine」のオリジナルメンバーとして活動していた。現在は映画を中心に女優として活動している。
また、2011年より三弥（みや）名義で作詞家としても活動している。
2015年11月6日、7歳年上の一般男性との結婚を発表。
2019年4月5日、自身のInstagramで先日、第1子となる女児を出産したことを発表。
2020年より浅井企画に所属となる。
2021年3月31日、アメリカバージニア州で行われた「クリスチャン・フィルム・フェスティバル・アワード」で最優秀助演女優賞を受賞。
2022年10月31日、所属事務所の浅井企画および自身のInstagramを通じて離婚したことを報告。
2023年12月19日、中川晴樹との結婚を発表。

## 人物
- 趣味は読書、特技は水泳。英検準2級を所持。祖父がアイルランド人[8]。
- 東京都大田区田園調布出身。

## 出演
三輪子名義含む。

### 映画
- チェーン 連鎖呪殺（2006年2月25日、アートポート） - 千花 役
- 闘茶〜Tea Fight〜（2008年7月12日、ムービーアイ）
- 俺たちに明日はないッス（2008年11月22日、スローライナー） - 友野夏子 役
- キミに歌ったラブソング（2009年6月27日、モンスター☆ウルトラ） - ミワ 役[9]
- Mogera Wogura モゲラウォグラ（2009年10月10日、アークフィルム） - カオリ 役
- 恋の罪（2011年11月12日、日活）
- こもれび（2010年、福シネマ） - 主演・牧原美咲 役[注 1]
- 可愛い女（2011年） - ナナエ 役
- センチメンタルヤスコ（2012年4月21日、る・ひまわり） - 横山晶 役
- 苦役列車（2012年7月14日、東映）
- 恋に至る病（2012年10月13日、マジックアワー） - 主演・シンドーツブラ 役
- はなればなれに（2012年10月21日、Particle Pictures） - 山本モモ 役
- ヒトコワ ほんとに怖いのは人間（2012年12月5日、スターダスト） - エイコ 役
- しんしんしん（2013年1月12日、諸田創） - ユキ 役[10]
- ダンスナンバー 時をかける少女（2013年）
- こっぱみじん（2014年7月26日、トラヴィス） - 主演・瀬戸楓 役
- さまよう小指（2014年9月14日、SDP） - ヒロイン・桃子 役[11][12]
- さよなら歌舞伎町（2015年1月24日、東京テアトル） - 福本雛子 役
- ヒロイン失格（2015年9月19日、ワーナー・ブラザース映画） - 安達未帆 役
- 地の塩 山室軍平（2017年10月21日、アルゴ・ピクチャーズ）[13] - ヒロイン・山室機恵子 役
- 劇場版「きのう何食べた?」（2021年11月3日、東宝） - 田渕剛の恋人 役[14]

### テレビドラマ
- 激漫ティービー 株式会社六文銭（2004年12月29日 - 2005年3月23日、テレビ東京） - 柳生十兵衛 役
- 1リットルの涙（2005年10月11日 - 12月6日、フジテレビ）
  - 1リットルの涙 特別編〜追憶〜（2007年4月5日）
- 新宿スワン 第6話（2007年9月29日、テレビ朝日） - マイ 役
- 赤川次郎ミステリー 4姉妹探偵団 第2話（2008年1月25日、朝日放送 / テレビ朝日）
- 傍聴マニア09〜裁判長!ここは懲役4年でどうすか〜 第9話（2009年、読売テレビ） - 鶴見真里菜 役
- 明日の光をつかめ2 第24話（2011年8月4日、東海テレビ） - 峰下ゆかり 役
- らんま1/2（2011年12月9日、日本テレビ）
- 80年後のKENJI〜宮沢賢治21世紀映像童話集〜 「黄いろのトマト」（2013年2月27日、NHK BSプレミアム）
- 相棒 season12 第5話「エントリーシート」（2013年11月13日、テレビ朝日） - 小浜律子 役
- 牙狼〈GARO〉-魔戒ノ花- 第12話（2014年6月20日、テレビ東京） - カリナ 役
- 家族ノカタチ 第9話・第10話（2016年3月13日・20日、TBS） - 有吉加絵 役
- 土曜ワイド劇場 検事・悪玉（2016年3月19日、朝日放送 / テレビ朝日） - 葛西春菜 役
- 連続テレビ小説 とと姉ちゃん 第47話 - 第61話（2016年5月27日 - 6月13日、NHK総合） - 多田かをる 役
- 銀と金 第7話 - 第9話（ポーカー編）（2017年2月18日 - 3月4日、テレビ東京） - 近藤由香理 役
- 100万円の女たち（2017年4月14日 - 6月30日、テレビ東京） - 小林佑希 役
- 立花登青春手控え2 第5話（2017年5月5日、NHK BSプレミアム） - おとく 役
- デッドストック〜未知への挑戦〜 第8話 - 第10話（2017年9月9日 - 23日、テレビ東京） - 美濃部知世 役
- 三屋清左衛門残日録　新たなしあわせ（2020年3月14日、時代劇専門チャンネル） - おうめ役
- 今野敏サスペンス 警視庁強行犯係・樋口顕 第1話（2021年1月15日、テレビ東京） - 小川明美 役
- 明治ドラマスペシャル ずんずん!（2021年4月16日、テレビ朝日） - 湯川理香子 役
- 刑事7人 SEASON7 第4話（2021年8月11日、テレビ朝日） - 松木志保 役
- 科捜研の女 Season21 第9話（2022年1月13日、テレビ朝日） - 磯村あおい 役
- 家政夫のミタゾノ 第5シリーズ 第2話（2022年4月29日、テレビ朝日） - 野田美鈴 役
- おかしな刑事2022 年忘れ!!大感謝スペシャル（2022年12月27日、テレビ朝日） - 高柳真凛 役
- 特捜9 season6 第5話（2023年5月3日、テレビ朝日） - 紺野亜由美 役
- なれの果ての僕ら（2023年6月28日 - 9月13日、テレビ東京） - 桜庭橋子 役[15]
- あれからどうした 第1話「虚実の社員食堂」（2023年12月27日、NHK総合） - 浮気をする女性 役[16]
- ヒロイン誕生 樹木希林編（2024年4月28日、NHK総合） - 内田也哉子 役
- 仮面ライダーガヴ （2024年9月8日 -、テレビ朝日） - 辛木田早恵 役[17]
- ドラマDiVE+ キスでふさいで、バレないで。（2025年2月4日 - 、読売テレビ） - 臼田広美 役[18]

### CM
- カルピス味の素ダノン ダネット（2003年）
- JT飲料 SENOBY（2004年）
- 日本コカ・コーラ
  - コカ・コーラ（2005年）
  - アクエリアス ゼロ（2014年）
- ポニーキャニオン Re:Genesis（2007年）
- ソニー・コンピュータエンタテインメント ロコロコ2（2008年）
- NTT docomo iコンシェル（2010年）
- 毎日コミュニケーションズ マイナビ進学（2010年）
- Google
  - FASHION SHOW（2010年）
  - Nexus 7（2013年）
- 武田薬品工業（2011年）
- ACジャパン / NHK やさしい森（2011年）[注 2]
- すかいらーく ガスト（2012年）
- ユーキャン 通信講座（2012年）
- スクウェア・エニックス ファイナルファンタジーX / X-2（2013年）
- メディケア生命（2014年7月）
- 旭化成ホームプロダクツ サランラップ（2014年）
- 日本全薬工業 ネクスガード（2016年 - 2018年）[19]
- アメリカン・エキスプレス　そう、人生には、これがいる。「予約のとれない店篇」（2020年 - 2022年）
- Spotify「さぁ、なにを聴こう。値段篇」（2020年）
- グランドデザイン株式会社「Gotcha!mall」（2021年）
- ジョンソン・エンド・ジョンソン「アキュビュー」摩擦ゼロ篇（2021年）
- ヴァイキングライズゲームアプリ（2023年）
- ノートンライフロック「セキュリティーならノートン♪」篇（2023年-2024年）
- キリン「一番搾り」（2024年）
- ハウス食品「バーモンドカレー」（2024年）
- 西武鉄道「さ、ラビュんしよっ」グルメ篇（2024年）
- リクルート「SUUMO」（2024年）

### MV
- サスケ 「永遠の夏」（2005年7月6日）
- LINDBERG 「行こう!!!!」（2009年4月22日）[注 3]
- KinKi Kids 「変わったかたちの石」（2012年1月11日）
- 松下優也 「キミへのラブソング〜10年先も〜」（2012年1月25日）
- 倉内太 「時を踊る少女」（2013年5月29日）
- (((さらうんど)))「きみは New Age」（2013年7月17日）

### 舞台
- 幸せを踏みにじる幸せ（2010年5月28日 - 31日、タイニイアリス） - 岡田幸子 役
- いや、ばれるで、こりゃ。-鈴木トメ奮戦記 Vol.1 ノンバンク殺人事件-（2010年7月18日 - 25日、アクアスタジオ）
- ケセラッチョっ（2010年9月28日 - 10月3日、Geki地下Liberty） - バーバラ・スミス 役
- 絶頂マクベス（2012年4月14日 - 30日、東京 / 地方） - マルカム 役
- 発情ジュリアス・シーザー（2013年2月21日 - 4月7日、東京 / 地方） - ルーシアス / フレイヴィアス / 歌人のシナ 役[20]

### オリジナルビデオ
- ほんとうにあった怖い話 第二十三夜（2012年9月7日、ブロードウェイ）

### バラエティ
- 国民クイズ常識の時間（2003年、日本テレビ）
- ジュニアでGO!（2003年、CSエンタ!371）
- ニコモノ!（2004年、テレビ大阪）
- ジェイチェキ（2004年、CSエンタ!371）
- 音箱登龍門（2005年、フジテレビ）
- 踊る!さんま御殿!!（2017年8月30日・2017年11月7日・2019年2月19日、日本テレビ）

### イベント
- nicola 読者解放日in東京（2004年 - 2005年）
- nicola 読者解放日in大阪（2004年 - 2005年）
- nicola×日テレ コラボイベント ゲスト出演（2005年）
- ニコモノCDデビューイベント（2005年）
- マルイ柏VATニコモ撮影会（2005年）
- ドコモ九州 ドコモミュージアム（2005年）

## 書籍

### 雑誌
- nicola（2002年 - 2007年、新潮社）
- GIRLS HAIR（2003年、講談社）
- 月刊De-View（2004年、オリコン）
- アップトゥボーイ（2004年、ワニブックス）
- 中学・高校留学事典 - 表紙（2005年 - 2006年、アルク）
- KERA（2005年、インデックスマガジン）
- 月刊オーディション（2005年、白夜書房）
- kindai（2006年、近代映画）
- BOMB（2006年、学習研究社）
- Deborah（2006年、大洋図書）
- 月刊De-View（2006年、オリコン）
- non-no（2007年、集英社）
- Zipper（2007年、祥伝社）
- an・an（2007年、マガジンハウス）
- C&Bまるごと一冊CM美少女（2008年、晋遊舎）

### 写真集
- ジェイクラスブック（2004年、バウハウス）

### カタログ
- サン宝石 - Fancy POCKET GIRL's（2002年 - 2005年）
- HoOSSI（2003年）
- 千趣会-picomo（2003年）
- ボーダフォン - 店頭ポスター（2004年）
- ドコモ - 総合カタログ（2005年）
- adidas（2006年）

## 作品

### シングル
1. I Don't Know（2005年2月23日、ジェネオンエンタテインメント）
  - ニコモノとして。テレビ番組『ニコモノ!』主題歌。
2. Sweet Snow（2006年2月14日、ゲートレコーズ）
  - 9nineとして。

### 作詞
- ゆりゆららららゆるゆり大事件（七森中☆ごらく部）
- ごゆるりワールド（船見結衣（津田美波）、共作詞）